# Slovenian Juniors 2010
Das Slovenian Juniors 2010 fand als bedeutendstes internationales Nachwuchsturnier von Slowenien im Badminton vom 15. bis zum 17. Oktober 2010 in Mirna statt. Es war die 16. Auflage der Veranstaltung.

## Sieger und Platzierte der Junioren U19
| Disziplin    | Gold                           | Silber                                | Bronze                              |
| ------------ | ------------------------------ | ------------------------------------- | ----------------------------------- |
| Herreneinzel | Daniel van Hooijdonk           | Mateusz Dubowski                      | Urban Turk                          |
| Herreneinzel | Daniel van Hooijdonk           | Mateusz Dubowski                      | Bruno Lucas                         |
| Dameneinzel  | Natalya Voytsekh               | Ekaterina Bolotova                    | Lucie Havlová                       |
| Dameneinzel  | Natalya Voytsekh               | Ekaterina Bolotova                    | Ivana Kubíková                      |
| Herrendoppel | Sergiy Garist Kyrylo Leonov    | Rodion Kargaev Alexandr Sorokin       | Urban Turk Mitja Šemrov             |
| Herrendoppel | Sergiy Garist Kyrylo Leonov    | Rodion Kargaev Alexandr Sorokin       | Mateusz Dubowski Tomasz Persona     |
| Damendoppel  | Olga Morozova Natalia Rogova   | Alina Artamonova Ekaterina Bolotova   | Krisztina Perényi Eszter Zsolt      |
| Damendoppel  | Olga Morozova Natalia Rogova   | Alina Artamonova Ekaterina Bolotova   | Virág Farkas Regina Zsófia Zsigmond |
| Mixed        | Sergiy Garist Natalya Voytsekh | Mateusz Dubowski Katarzyna Macedońska | Ilija Pavlović Milica Simić         |
| Mixed        | Sergiy Garist Natalya Voytsekh | Mateusz Dubowski Katarzyna Macedońska | Matej Hliničan Ivana Kubíková       |